# هارالد یوهانسن
هارالد یوهانسن (نروژی: Harald Johansen; ۹ اکتبر ۱۸۸۷ – ۱۱ ژوئیهٔ ۱۹۶۵) بازیکن فوتبال اهل نروژ بود.